# Llengües andines

El quítxua és la família de llengües andina amb major nombre de parlants: es parla a l'Argentina, Bolívia, Xile, Colòmbia, l'Equador i el Perú. Als països ombrejats és oficial (verd fort) o cooficial (verd pàl·lid).

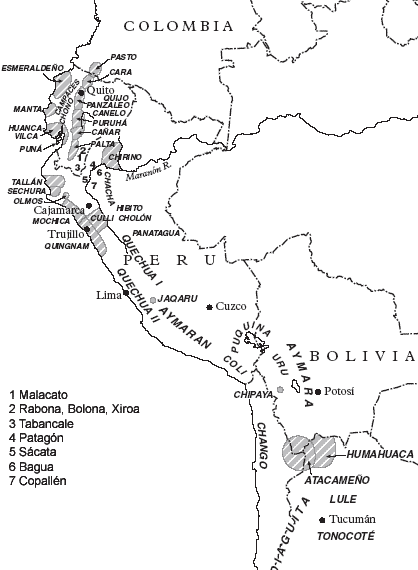
Llengües preincaiques en el segle XVI.

Les llengües andines són llengües indígenes d'Amèrica parlades en la regió andina. Aquestes llengües pertanyen a diferents famílies lingüístiques entre les quals no s'ha provat un parentiu pròxim.
El criteri per a considerar les llengües andines és especialment geogràfic; no obstant això, també existeixen uns certs trets tipològics que es donen en la majoria d'elles que permetrien considerar a la regió andina com una àrea de convergència lingüística. En aquest aspecte, les llengües andines difereixen tipològicament de manera clara de les llengües amazòniques —que podria considerar-se que formen una altra àrea lingüística amb trets tipològics comuns, diferents als trets de la regió andina.
Les llengües andines han tingut i tenen influència en el castellà, idioma oficial en tots els països andins.

## Trets tipològics
Algunes tendències típiques de la àrea lingüística andina la situen a part d'altres àrees lingüístiques pròximes, com l'amazònica o la mesoamericana. Entre aquests trets estan:
Tipus general:
1. Les llengües andines són sovint sintètiques, combinen el marcatge de nucli i el marcatge del modificador, són bàsicament aglutinants i presenten cert grau de fusió.

Fonologia:
1. Existeixen generalment dues o tres consonants líquides, les fricativas són més nombroses que les africades, i abunda el sistema vocàlic de tres elements /i, a, o/, sent en general rara l'existència de vocals nasals.

Morfologia nominal:
1. No solen existir classificadors nominals o gènere gramatical.
2. Existeix una llista extensa de casos gramaticals, incloent gran nombre de casos oblics.
3. La relació de possessió sovint inclou marcatge tant en el posseïdor com en el posseït.

Concordança:
1. Generalment, el verb concorda amb els dos arguments principals: subjecte i objecte.
2. L'alineament morfosintàctic sol ser de tipus nominatiu-acusatiu.
3. Les formes dels possessius solen diferir dels clítics pronominals del verb.

Morfologia verbal:
1. La prefixació és poc freqüent.
2. Existeix un sistema d'afixos obligatoris per a marcar el temps i l'aspecte.

Sintaxi:
1. La subordinació inclou rarament l'ús de formes verbals nominalitzades o deverbatives.
2. No sol existir incorporació nominal de cap mena.

Lèxic
1. Existeixen una llista àmplia de numerals o formes lèxiques per a designar números.

## Comparació lèxica
A continuació es mostren algunes comparacions lèxiques entre els numerals de llengües andines:
| GLOSA | Uru     | Puquina | PROTO- ARU | PROTO- QUÍTXUA | PROTO- ZÁPARA | PROTO- CAWAPANO |
| ----- | ------- | ------- | ---------- | -------------- | ------------- | --------------- |
| 1     | ši      | pesk    | *maya      | *suk           | *núki         | *aʔnalaʔ        |
| 2     | piske   | so      | *paya      | *iškay         | *ko:pi        | *katuʔ          |
| 3     | čep     | kapak   |            | *kimsa         |               | *kala           |
| 4     | pácpic  | sper    | *pusi      | *çusku         |               |                 |
| 5     | paanucu | takpa   |            | *pichqa        |               |                 |
| 6     | pacchui | čiču    |            | *suqta         |               |                 |
| 7     | tohoro  | stu     |            | *qançis        |               |                 |
| 8     | cohonco | kino    |            | *pusaq         |               |                 |
| 9     | sankau  | čeka    |            | *isqun         |               |                 |
| 10    | kalo    | skata   |            | *çunka         |               |                 |

## Llengües andines (segons Joseph Greenberg)
La majoria de lingüistes proposen que la major part de les similituds lèxiques i els trets gramaticals semblants de les llengües andines es deuen a un contacte lingüístic prolongat. No obstant això, alguns autors com J. Greenberg i M. Ruhlen sostenen que les llengües andines formarien una unitat filogenètica vàlida o macrofamília dins de les llengües ameríndies. Els subgrups dins de la macrofamília andina de la proposta de Greenberg són:
1. Quítxua
2. Llengües aimara
3. Záparo-Cahuapano
  1. Llengües záparo-arabela
  2. Llengües cahuapanes
4. Sabela-Itucale
  1. Sabela (huaorani)
  2. Itucale (urarina)
5. Llengües andines septentrionals
  1. Llengües catacaoanes
  2. Llengües cholones
  3. Leco
  4. Culle
  5. Sechura
6. Llengües andines meridionals
  1. Kawésqar
  2. Mapudungun
  3. Gününa-këna
  4. Patagó
  5. Yaghan

S'ha proposat també al quechumara per agrupar les llengües quítxues i aimares. Tant la gran majoria dels grups anteriors com les divisions dins dels subgrups septentrional i meridional són llengües aïllades. La proposta que les llengües anteriors constitueixen una unitat filogenètica, així com la divisió proposada per a aquesta, és considerada com altament especulativa per la majoria dels lingüistes. Per aquesta raó, aquesta classificació no ha estat àmpliament acceptada pels especialistes en aquestes llengües.